# Polyipnus ruggeri
Polyipnus ruggeri är en fiskart som beskrevs av Baird, 1971. Polyipnus ruggeri ingår i släktet Polyipnus och familjen pärlemorfiskar. Inga underarter finns listade i Catalogue of Life.